# 34a edició dels Premis Sant Jordi de Cinematografia
La 34a edició dels Premis Sant Jordi de Cinematografia va tenir lloc el 31 de maig de 1990, patrocinada per Ràdio Nacional d'Espanya. La cerimònia d'entrega es va dur a terme a la Sala Belle Epoque. El premi a la millor pel·lícula estrangera fou recollit pel mateix Stephen Frears en persona.

## Premis Sant Jordi
| Categoria                        | Premiat                 | Labor premiada                                                    |
| -------------------------------- | ----------------------- | ----------------------------------------------------------------- |
| Millor pel·lícula espanyola      | El niño de la luna      | Pel·lícula                                                        |
| Millor pel·lícula estrangera     | Les amistats perilloses | Stephen Frears                                                    |
| Millor opera prima               | Una ombra en el jardí   | Antonio Chavarrías                                                |
| Millor actor espanyol            | Jorge Sanz              | Si te dicen que caí                                               |
| Millor actriu espanyola          | Emma Suárez             | Massa vell per morir jove                                         |
| Millor actor estranger           | John Malkovich          | Les amistats perilloses The Glass Menagerie La mort d'un viatjant |
| Millor actriu estrangera         | Isabelle Huppert        | Une affaire de femmes                                             |
| Premi Especial del Jurat         | -                       | -                                                                 |
| Premi a la labor cinematogràfica | -                       | -                                                                 |

## Roses de Sant Jordi
| Categoria                    | Premiat                 |
| ---------------------------- | ----------------------- |
| Millor pel·lícula estrangera | Les amistats perilloses |
| Millor pel·lícula espanyola  | El mar y el tiempo      |